# A (schip, 2008)
De A (ook wel Motor Yacht A genoemd) is een megajacht, in eigendom van de Russische miljardair en oligarch Andrej Melnitsjenko, die ook eigenaar is van Sail Yacht A. Het schip is ontworpen door Philippe Starck in samenwerking met scheepsarchitect Martin Francis en werd gebouwd door het Duitse werf Blohm + Voss op de Howaldtswerke-Deutsche Werft in Kiel.
De A heeft lengte van 119 meter – waarmee het schip tot de grootste particuliere motorjachten ter wereld behoort – en werd in juni 2008 in de vaart genomen. De bouwkosten zijn geschat op ongeveer 300 miljoen dollar.

## Specificaties
De A is gebouwd met een teakdek, een stalen romp en bovenbouw en een aluminium superstructuur. Het schip is 119 meter lang, heeft een maximale breedte van 18,87 meter en een diepgang van 5,15 meter. Het schip wordt voortgestuwd door twee MAN-dieselmotoren die samen een vermogen hebben van 9.000 kW.
Het schip heeft zeven suites voor maximaal veertien gasten, drie zwembaden verdeeld over verschillende dekken, garages voor drie tenders, evenals een helikopterplatform op de boeg.

## Galerij

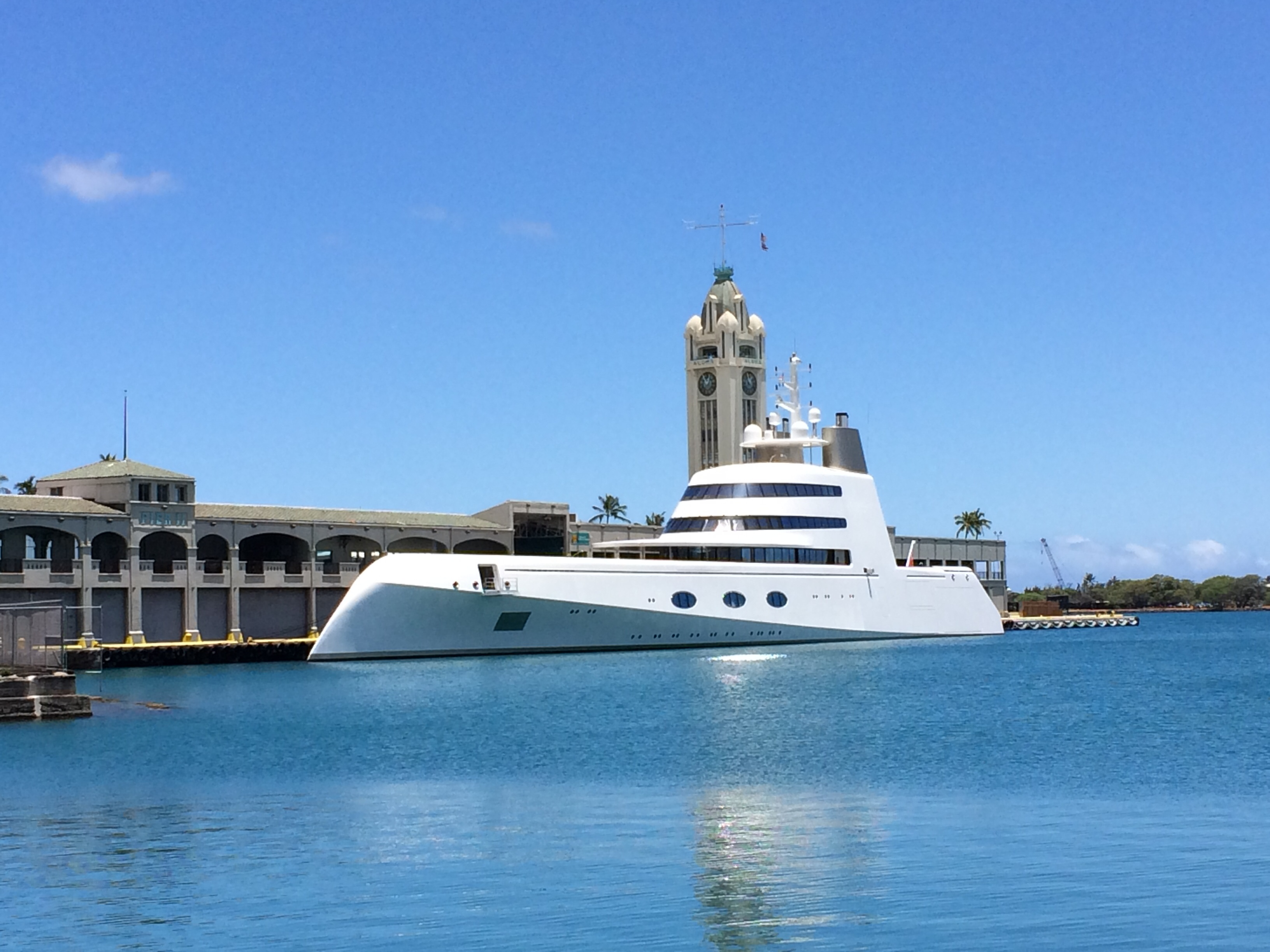
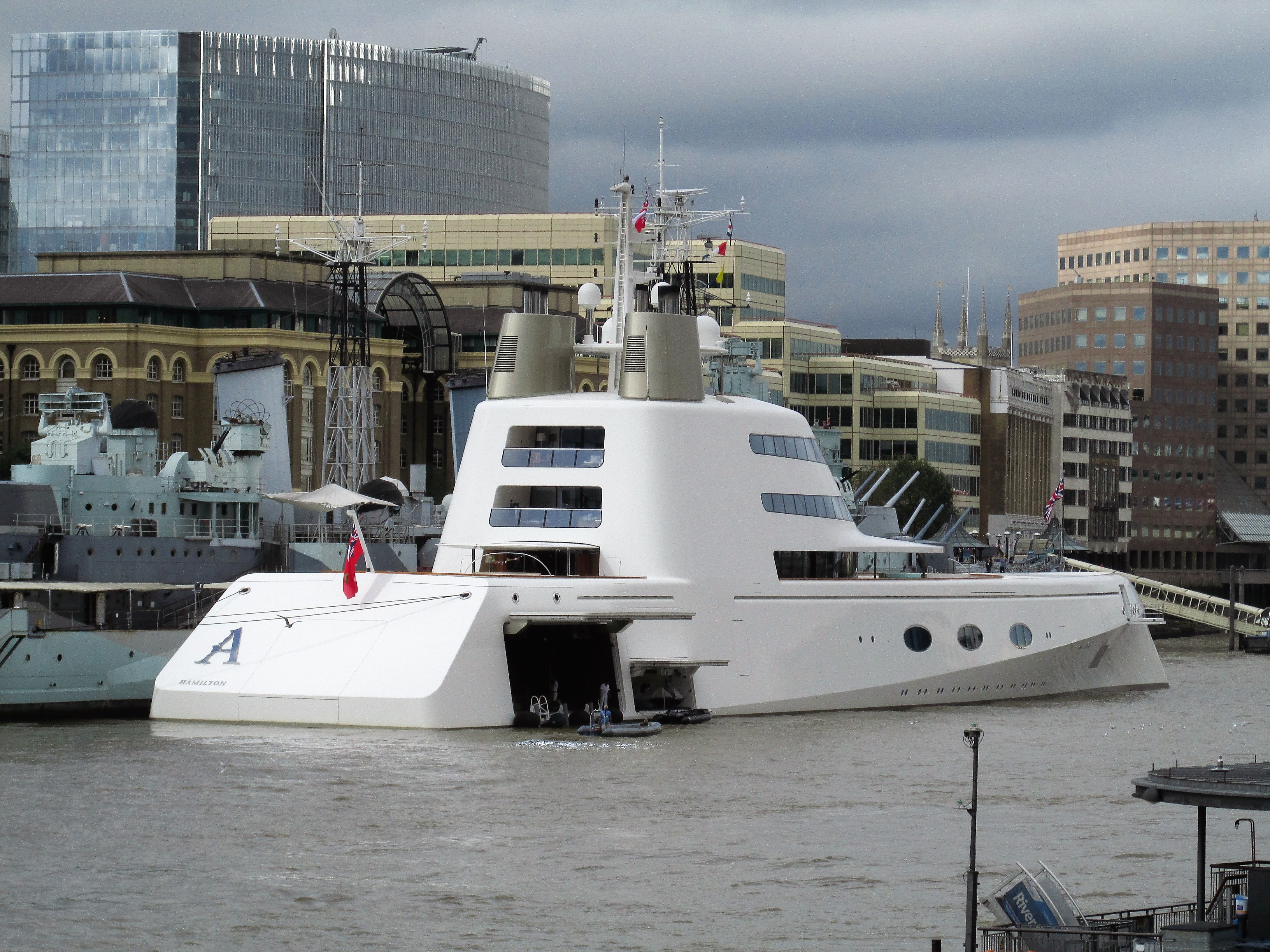
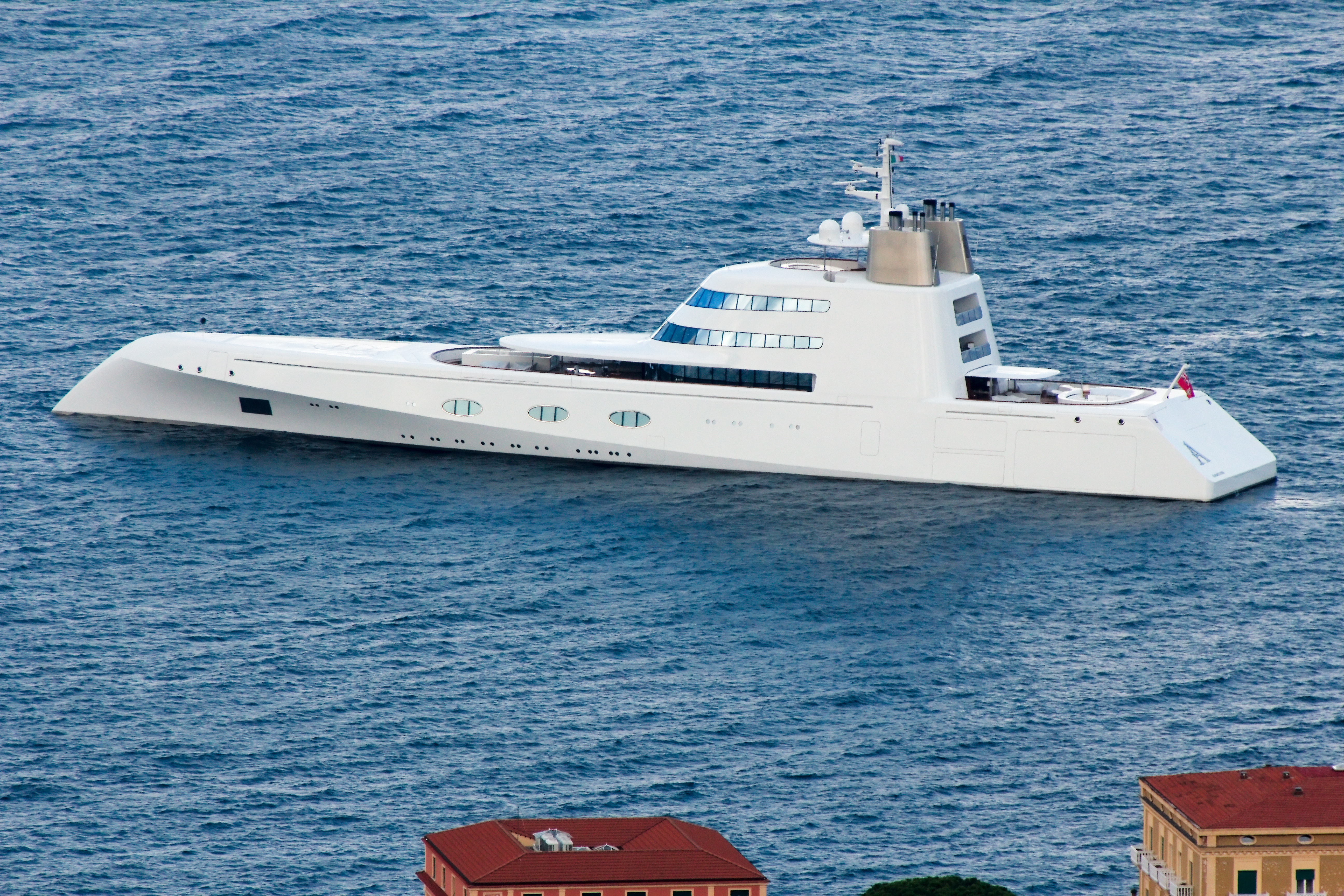
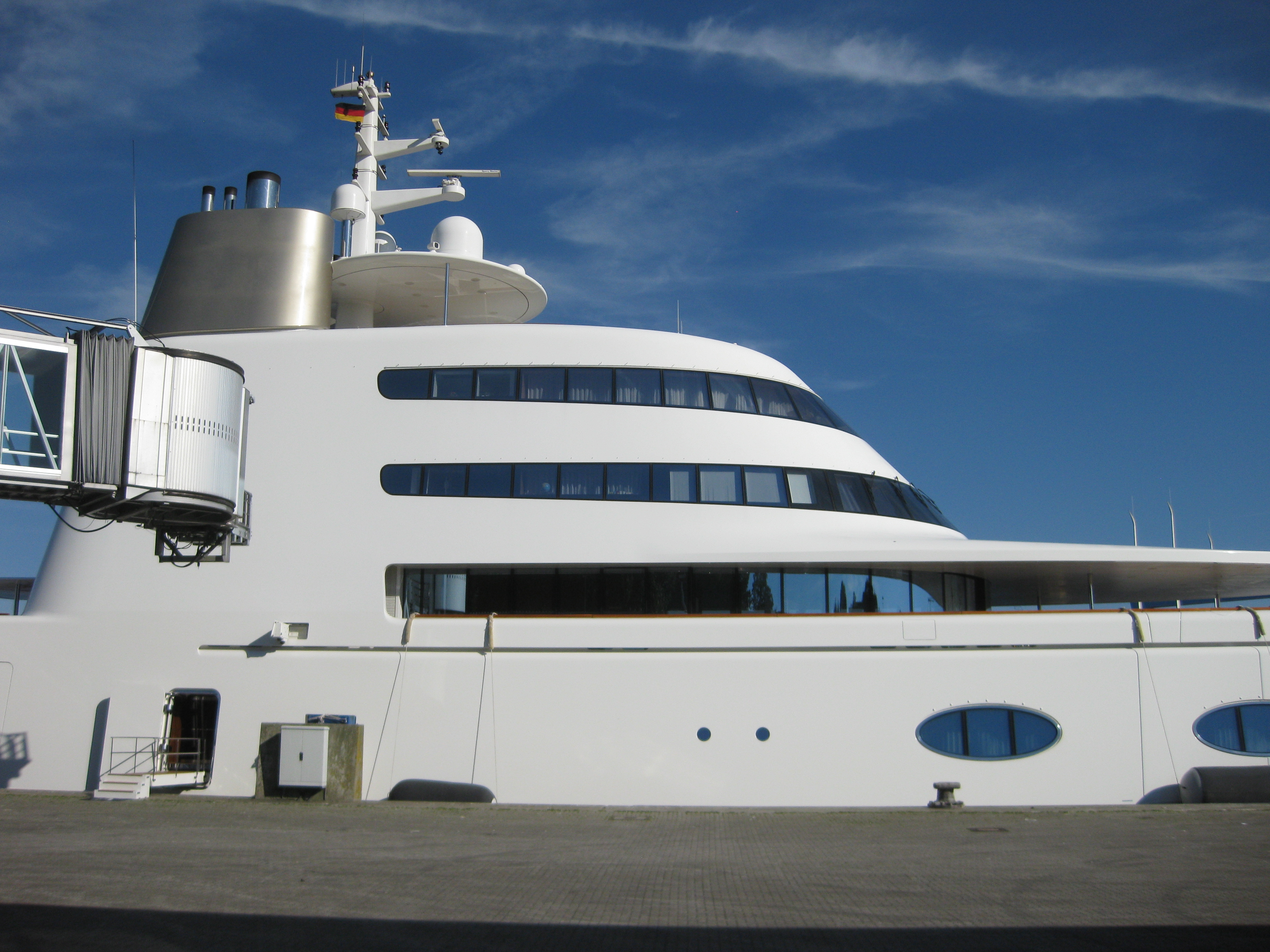
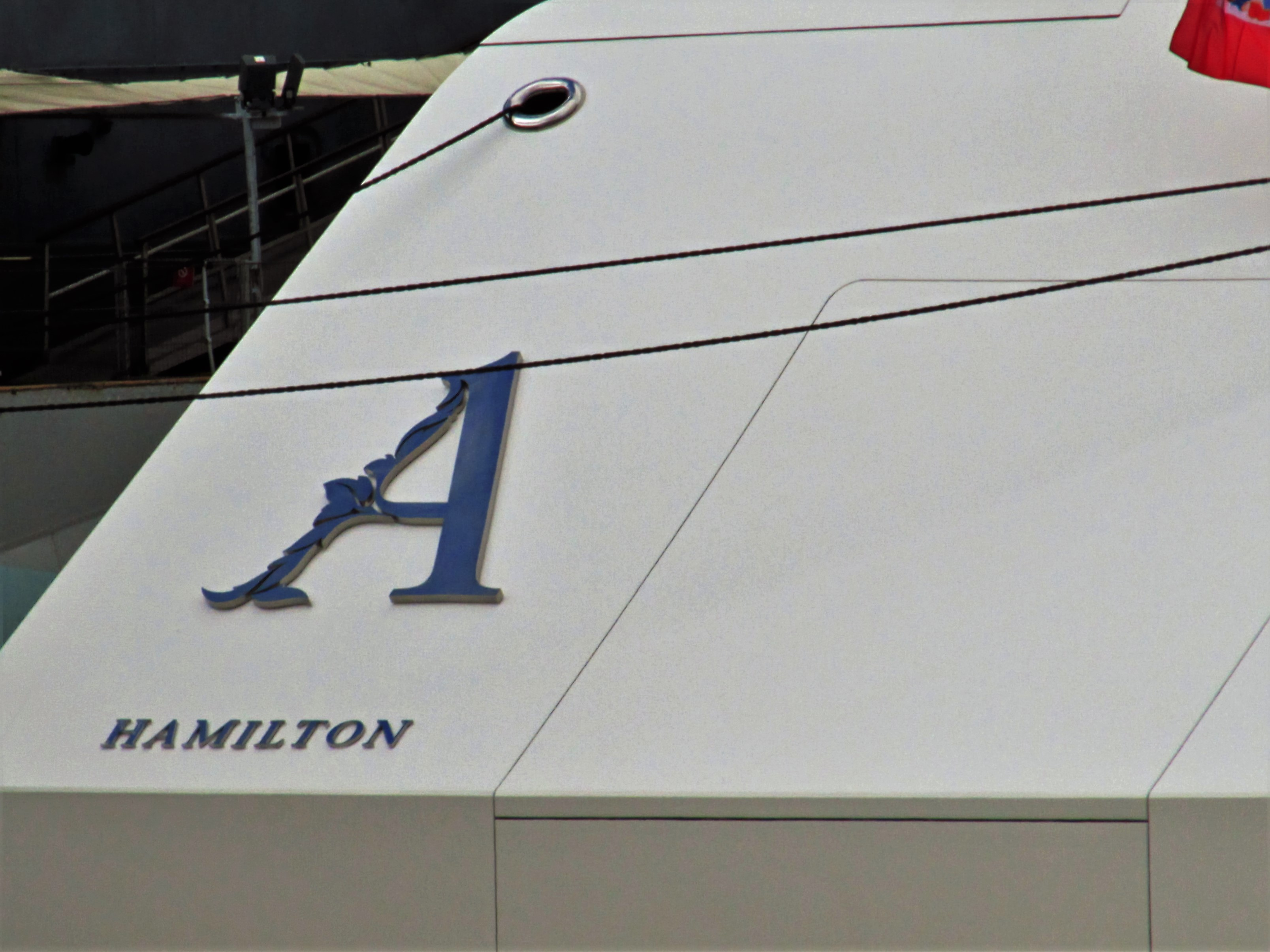